# بلوسكاي سوفتوير
بلوسكاي سوفتوير (بالإنجليزية: BlueSky Software)‏، شركة أمريكية لتطوير ألعاب الفيديو مقرها في كاليفورنيا. تأسست عام 1988، وأغلقت في مارس 2001 عندما واجهت الشركة الأم Titus Interactive، مشاكل مالية. احتفظت Titus بحقوق العلامة التجارية لـ بلوسكاي حتى إفلاسها في عام 2004.

## قائمة الألعاب

### الألعاب أتاري 7800
- نينجا غولف (1990 - أتاري 7800)

### الألعاب أميغا
- هار رايزين هاڤك (1991 - أميغا)

### الألعاب سيجا ميجا درايف
- أريال حورية البحر (1992 - ميجا درايف)
- جوراسيك بارك (1993 - ميجا درايف)
- رن وستمبي: ستمبي انڤنشن (1993 - ميجا درايف)
- جوراسيك بارك: رامبايج اديشن (1994 - ميجا درايف)
- ديزرت دمليشن (1995 -ميجا درايف)
- فيكتورمان (1995 -ميجا درايف)
- فيكتورمان 2 (1996 -ميجا درايف)

### الألعاب سيجا 32إكس
- سبايدر-مان: ويب أوف فير (1996 -32إكس)